# Ноздручей
Ноздручей — ручей в России, протекает по территории Андомского сельского поселения Вытегорского района Вологодской области. Длина ручья — 13 км.

## Физико-географическая характеристика
Ручей берёт начало на высоте выше 144 м над уровнем моря и далее течёт преимущественно в юго-западном направлении.
В общей сложности имеет пять малых притоков суммарной длиной 18 км.
Устье ручья находится на высоте ниже 35 м над уровнем моря в 31 км по правому берегу реки Андомы, впадающей в Онежское озеро.
В устье Ноздручья располагается деревня Рубцово.
Код объекта в государственном водном реестре — 01040100612202000017342.